# William Miller (econoom)

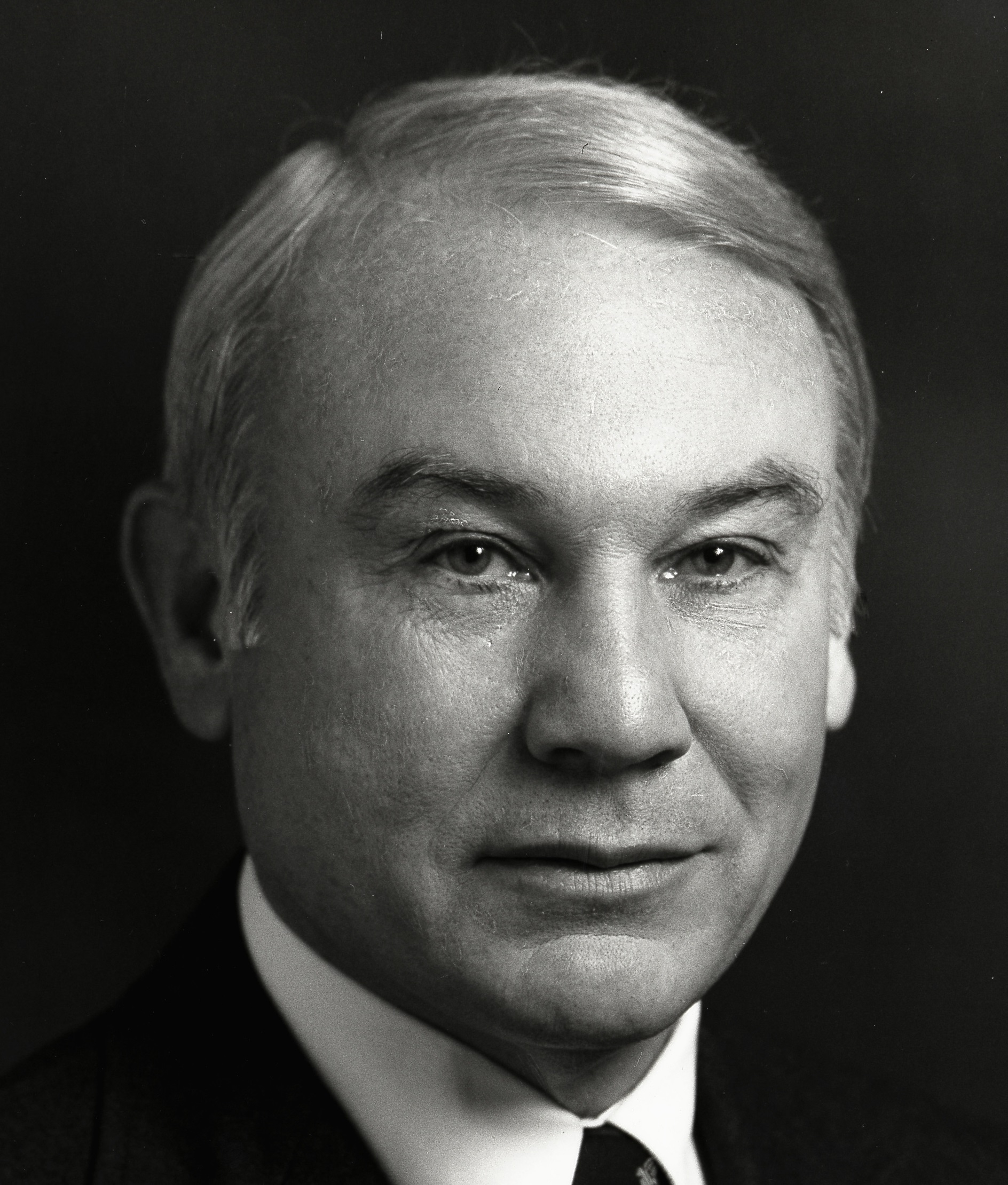
William Miller

George William (William) Miller (Sapulpa (Oklahoma), 9 maart 1925 – Washington D.C., 17 maart 2006) was een Amerikaans econoom en centraal bankier. Hij was voorzitter van het Federal Reserve System van 1978 tot 1979 en minister van Financiën onder Jimmy Carter van 1979 tot 1981. 
Miller studeerde scheepswerktuigbouw aan de US Coast Guard Academy waar hij zijn bachelordiploma behaalde. Hierna studeerde hij rechten aan de Universiteit van Californië en deed zijn advocaatexamen. Van 1952 tot 1956 werkte Miller als advocaat voor het kantoor Cravath, Swaine_& Moore en later bij diens rechtsopvolger Textron Inc. waar hij eindigde als partner en vice-voorzitter van de raad van bestuur en later president. In 1978 werd Miller voorzitter van het Federal Reserve System en in 1979 minister van Financiën. Hij verliet de Raad van Bestuur nadat hij werd benoemd tot secretaris van het ministerie van Financiën. Hier diende hij tot 1981. 
- CiNii: DA00569699
- Gemeinsame Normdatei: 137313381
- International Standard Name Identifier: 0000 0000 8243 8444
- Library of Congress Control Number: n78050498
- National Archives and Records Administration: 10582254
- Bibliotheek van het Japanse parlement: 00450062
- Nederlandse Thesaurus van Auteursnamen: 136597203
- SNAC: w6dz0688
- Virtual International Authority File: 60338852
- WorldCat: E39PBJvxr3rrdGF8KQRByhFFrq